# Hypothyris seminigra
Hypothyris seminigra är en fjärilsart som beskrevs av Rosenberg och Talbot 1914. Hypothyris seminigra ingår i släktet Hypothyris och familjen praktfjärilar. Inga underarter finns listade i Catalogue of Life.